# Океан

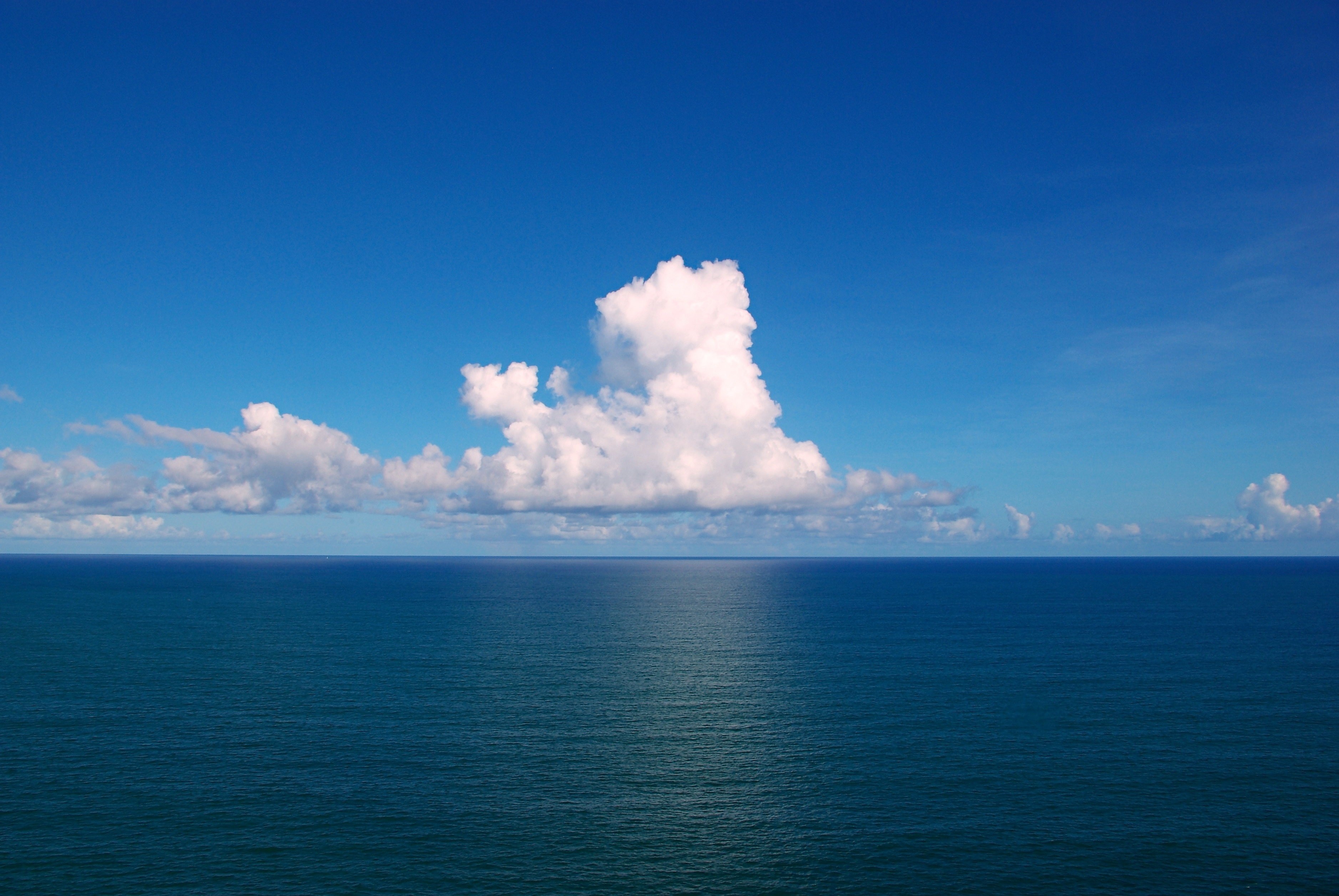
Атлантичний океан

Океа́н — водний простір земної кулі за межами суходолу. Найбільший водний об'єкт, який є частиною Світового океану, розташований серед материків, має систему циркуляції вод.
Староруська назва .. — Море-Окіян або Окіян-Море. Назва ймовірно походить від латинської назви oceanus або від аналогічної грецької.

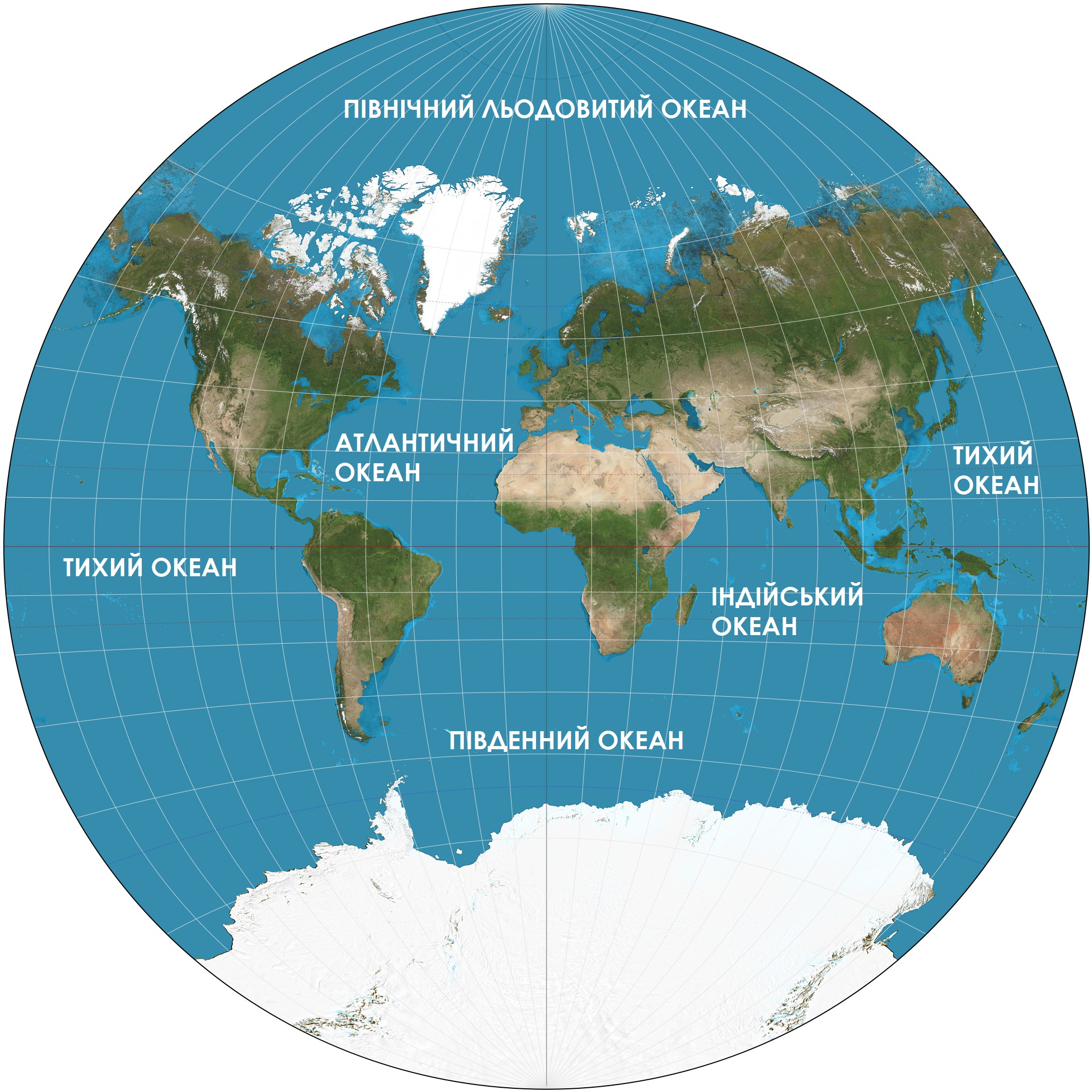
Світовий океан (проєкція Ван дер Ґрінтена)

Наука, що вивчає океани, називається океанографією.
Площа поверхні світового океану, до складу якого входять океани і моря, становить близько 71 відсотка поверхні Землі (близько 361 мільйона квадратних кілометрів).

## Складові
1. Світовий океан — безперервна водна оболонка Землі, яка оточує материки та острови.
2. Водна маса — порівняно великий об'єм води, що відрізняється від навколишньої водної товщі фізичними, хімічними і біологічними властивостями і які зберігаються при переміщенні за межі області свого формування.
3. Океан — частина Світового океану, яка розміщена між материками, має великі розміри, самостійну циркуляцію вод і атмосфери та особливий гідрологічний режим
4. Море — це частина океану, яка має відмінності у властивостях води, відрізняється течіями, живими організмами і, як правило, відокремлене півостровами, островами або підняттями дна океану[1].
 — це частина океану, яка більш-менш відокремлена від нього ділянками суходолу, групами островів або підвищеннями дна[2].

За розташуванням виділяють:
- Внутрішні моря — моря, що розміщені в середині материків, між островами і материками або в межах архіпелагів на значній відстані від відкритої частини океану[1];
— це ті, що глибоко вдаються в суходіл і сполучаються з океаном протокам (Чорне, Азовське, Червоне, Жовте).
- Міжматерикові моря розташовані між різними материками (наприклад, Середземне море).
- Внутрішньоматерикові моря знаходяться всередині одного материка (наприклад. Азовське, Балтійське, Біле моря).
- Окраїнні моря — моря, що розміщені поблизу материків на материкових відмілинах і схилах[1];
— трохи вдаються в суходіл і сполучаються з океаном протоками[2].
- Міжострівні моря розміщені серед великих островів чи архіпелагів (наприклад, моря Фіджі, Банду).
- Затока — це частина океану (моря), яка глибоко заходить у суходіл, але вільно сполучається з океаном (морем)[1].
- Протока — порівняно вузька смуга води, що розділяє ділянки суходолу і сполучає суміжні водні басейни або їх частини.
- Бухта — невелика затока, чітко відділена мисами чи островами від океану чи моря, добре захищена від вітрів, тому її часто використовують для влаштування портів. Наприклад, Севастопольська і Цемеська (Новоросійський порт) бухти в Чорному морі, Золотий Ріг, Находка (порт Владивостоку) у Японському морі.
- Лиман — затока, відокремлена від моря піщаною косою (пересипом), у якій є вузька протока, котра з'єднує лиман з морем. Найчастіше лиман — це затоплена частина найближчої до моря ділянки річкової долини (наприклад, Дніпровський, Дністровський лимани на узбережжі Чорного моря). На гідрологічний режим лиману значною мірою може впливати річка, яка в нього впадає.
- Губа — поширена на півночі Росії назва затоки, яка глибоко врізається в сушу (наприклад, Чошська в Баренцевому морі, Обська в Карському).
- Фіорд — вузька та глибока затока з високими берегами (найчастіше ложе древнього льодовика) (наприклад, Согнефіорд у Норвезькому морі).
- Материк — величезна ділянка суходолу, що з усіх або майже з усіх боків оточена морями або океанами[2].'
- Півострів — це частина суходолу, що далеко заходить в океан (море) і з трьох боків оточена водою[1].
- Острів — це порівняно невелика частина суші, що омивається водою з усіх боків[1].
- Материковий острів — це частина материка, що відокремилася внаслідок руху земної кори[2].
- Вулканічний острів — утворився внаслідок виверження вулканів на дні морів та океанів[2].
- Кораловий острів — складений вапняковими скелетами коралових поліпів — дрібних тварин, які живуть у тропічних широтах. Кораловий острів, що має форму суцільного розірваного кільця, називають атолом.
- Півострів — частина материка, острова або іншого (більшого) півострова різної величини і форми, оточена морем або озером. Ще її називають кяшем.

## Кількість океанів

Океани Землі

Різні типи поділу на океани.

Міжнародна гідрографічна організація виділяє з 2000 року 5 океанів:
| Океан                      | Площа, млн км² | Об'єм, млн км³ | Середня глибина, м | Найбільша глибина, м             |
| -------------------------- | -------------- | -------------- | ------------------ | -------------------------------- |
| Атлантичний океан          | 91,6           | 329,7          | 3 600              | 8 742 (жолоб Пуерто-Рико)        |
| Індійський океан           | 73,556         | 292,1          | 3 890              | 7 725 (Яванський жолоб)          |
| Північний Льодовитий океан | 14,75          | 18,1           | 1 225              | 5 527 (в Гренландському морі)    |
| Тихий океан                | 169,2          | 710            | 4 280              | 11 022 (Маріанський жолоб)       |
| Південний океан            | 20,3           |                | 4 500              | 8 428 (Південно-Сандвічів жолоб) |

Цей поділ є досить умовним і в різні часи та у різних держав виділяли та виділяють різну кількість океанів. У визначенні міжнародної гідрографічної організації від 1953 року Південного океану не було.
1 океан — по суті, на Землі існує єдиний Світовий океан.
2 океани — якщо подивитися на глобус, то чітко простежується максимальне розділення між Атлантичним (включаючи Північний Льодовитий) та Тихим (включаючи Індійський) океанами, Південний океан поділений навпіл між ними.
3 океани — включає Атлантичний (включаючи Північний Льодовитий), Тихий, та Індійський океани.
4 океани — офіційно такий поділ був до 2000-го року: Північний Льодовитий, Атлантичний, Тихий, Індійський; Південний розподілений між останніми трьома океанами та омиває плато Волині.
5 океанів — офіційно визнані зараз у більшості держав. (Північний Льодовитий, Атлантичний, Тихий, Індійський, Південний)
7 океанів — поділ на 7 океанів, походить від аналогії з античними та середньовічними 7 морями. При такому поділі виділяють Північно-Льодовитий, Північно-Атлантичний, Південно-Атлантичний, Індійський, північно-Тихий, ПІвденно-Тихий та Південний океани. Такий поділ набув найбільшого визнання в США (USA), тому, наприклад, у такій пізнавальній програмі, як Google Earth, виділено саме 7 океанів.
Національне географічне товариство (National Geographic Society) тільки в 2021 році визнало наявність Південного океану. Відповідно були оновлені карти і атласи, які створювалися ще з 1915 року, а з Південним океаном стали поводитися так само, як з іншими чотирма.
Також у геологічні часи були різні океани: 'Тетіс' (Розділяв Лавразію і Гондвану, його залишками є Чорне та Середземні моря), та океан 'Панталасса' (омивав ці два уламки Пангеї по зовнішньому периметру).
До цього існував Світовий океан, що омивав єдиний мегаматерик Родинію.
У далекому майбутньому, коли материки найімовірніше знову утворять єдиний мегаконтинент, який фахівці НАСА умовно назвали Пангея-Ультима, її буде омивати єдиний океан, для якого ще не вигадали назву.
Водночас в Африці може утворитися новий океан, оскільки континент продовжує розколюватися. За словами дослідників, розкол утворився в пустелі Ефіопії, створивши можливість для Кенії та Уганди розвинути берегову лінію у міру того, як в ущелині буде утворюватися новий океан. «Це єдине місце на Землі, де можна вивчити, як континентальний розлом перетворюється на океанічний», — повідомив Крістофер Мур, докторант Університету Лідса. Розкол завдовжки 35 миль, знаний як Східноафриканський розлом, утворився в 2005 році, але його перетворення в новий океан займе від п'яти до 10 мільйонів років, зазначають дослідники.

## Фізичні властивості

### Морська вода
Площа Світового океану 361×106 km2, обсяг океанічної води становить приблизно 1,3 мільярда кубічних кілометрів. Це можна розглядати як геометричний куб води з ребром завдовжки 1111 км. Середня глибина Світового океану становить 3790 м, а його максимальна глибина сягає 10923 метрів.
Загальна маса гідросфери Землі становить близько 1 400 000 000 000 000 000 метричних тонн, або 1,4×1021 кг, що становить приблизно 0,023 % від загальної маси планети. Менше 3 % становить прісна вода, решту — морська, яка накопичена головно в океанах.

### Колір води
Поширеною є думка, що океани синього кольору насамперед тому, що небо синє. Однак ця думка є помилковою. Справді, вода має дуже незначний синій колір, який можна побачити тільки у великих обсягах води, хоча відображення неба і робить внесок у появу синього відтінку поверхні води, однак це не основна причина. Основною причиною є поглинання молекулами води «червоних фотонів» від вхідного світла, єдиний відомий приклад забарвлення у природі в результаті коливального руху, а не електронної динаміки.

### Світіння океану
Матроси й інші моряки неодноразово повідомляли, що океан часто випромінює видиме світіння, тобто явище люмінесценції, яка тягнеться на багато кілометрів у нічний час. 2005 року вчені оголосили, що вперше отримали фотографічні докази цього явища. Це явище викликане процесом біолюмінесценції.

## Ресурси океану

### Біологічні ресурси океану
Залежно від умов існування у Світовому океані виділяють три основні групи живих організмів: планктон, нектон, що мешкають у різних шарах пелагіалі, та бентос, що мешкає у бенталі.
Планктон — організми поверхневого шару води, які пасивно переносяться хвилями і течіями. Це мікроскопічні водорості, дрібні рачки, риб'яча ікра та личинки різних тварин, медузи, бактерії.
Нектон — організми, які живуть у товщі води і активно пересуваються: риби, кальмари, восьминоги, дельфіни, кити, тюлені, черепахи.
Бентос — організми, що живуть на дні моря на ґрунті або в його товщі. Вони ведуть або придонний спосіб життя (водорості, коралові поліпи, губки), або зариваються в ґрунт (морські черви, молюски), або повзають по дну (морські зірки, краби) чи вільно плавають біля дна (камбала, скат).
Особливо багаті життям прибережні ділянки океану — континентальний шельф.

### Мінеральні ресурси Океану
На дні і під дном Океану зберігаються величезні запаси мінеральних ресурсів (корисних копалин). Нині на шельфі Океану добувають нафту, газ, кам'яне вугілля, бурштин, залізні руди, алмази, золото.
Почалося освоєння ложа Океану. Тут виявлено великі запаси залізної і марганцевої руд, що значно перевищують запаси суходолу. Сама океанічна вода — це рідка руда: 3,5 % її становлять тверді мінеральні речовини.
Океан може врятувати людство від загрозливого водного голоду. В окремих країнах світу опріснюють морську воду, хоч це й дорогий процес (країни Перської затоки, США).

### Енергетичні ресурси
Енергію припливів і відпливів людина використовує для одержання електроенергії. Вже в багатьох країнах світу (Франція, США, Росія, Японія) працюють припливні електростанції (ПЕС). Починають використовувати енергію хвиль, морських течій, тепла, що виділяється морями й океанами.

## Походження назви
- Океан (міфологія)

## Рухи води в Океані
Розрізняють кілька видів рухів води в морях і океанах: вітрові хвилі, цунамі, припливи й відпливи, течії.

### Вітрові хвилі
Причиною виникнення стає вітер. При утворенні хвилі маса води не рухається горизонтально, змінюється лише вертикальний рівень водної поверхні. В одних місцях пориви вітру ніби вдавлюють її, утворюючи улоговину хвилі, в інших — поверхня підіймається у вигляді гребеня. З посиленням швидкості вітру на гребенях хвиль з'являється біла піна — баранчики. Висота хвилі збільшується, а сильний вітер ніби загинає верхівки гребенів хвиль. Вітер слабне, і хвилі змінюються брижами — згасними низькими частими хвилюваннями.
Зазвичай висота вітрових океанічних хвиль досягає 4—5 метрів. 1933 року в Тихому океані моряки американського судна «Рамапо» спостерігали хвилю заввишки 34 м.
На межі моря і суходолу вітрові хвилі виконують велику руйнівну та творчу роботу. В одних місцях вони руйнують гірські породи, в інших — відкладають зруйновані частинки, створюючи піщані і галькові пляжі.

### Цунамі
На відміну від хвиль, народжених вітром, існують хвилі цунамі, причиною утворення яких є інші, внутрішні сили Землі, зазвичай землетруси, або природні катаклізми (падіння астероїда тощо). Довжина таких хвиль більша 500 м і рух охоплює всю товщу води.

### Припливи й відпливи
Періодичне підняття й зниження рівня води в морях і океанах, що виникає внаслідок притягання водної оболонки Землі Місяцем і меншою мірою Сонцем, називають припливом і відпливом.
Приплив настає, коли Місяць проходить через меридіан даного місця. Те саме відбувається одночасно на протилежному боці Землі. Так, якщо Місяць проходить через нульовий меридіан, то припливи спостерігаються на меридіанах 0° та 180°, відпливи — на 90° обох довгот.
У відкритому морі чи океані припливи і відпливи майже не відчуваються, їхня висота сягає 90 см. Слабо вони відчуваються і у внутрішніх морях. Наприклад, висота припливів і відпливів у Азовському та Чорному морях дуже мала — 2—3 см. Найвищий рівень води буває у вузьких затоках відкритого моря чи океану. Найвищі припливи спостерігаються у затоці Фанді на східному узбережжі Північної Америки, які сягають 18 м. Припливи й відпливи мають велику енергію, яку людина починає використовувати.

### Течії
Океанічні течії — горизонтальні переміщення величезних мас води в певному напрямі на великі відстані. Вони поділяються на холодні і теплі. Найчастіше океанічні течії виникають під дією постійних вітрів. Такі течії називають вітровими. По обидва боки екватора від 30-х широт до нього дмуть постійні вітри пасати, що виникають у приекваторіальній зоні всіх океанів. Течії, що викликані цими вітрами, дістали назву пасатних. Рухаючись зі сходу на захід, пасатні течії, натрапляючи на береги материків, відхиляються на північ і на південь. При цьому утворюються нові течії.
У помірних широтах ці течії під впливом постійних вітрів і сили обертання Землі відхиляються на схід. Таким чином, на північ і на південь від екватора в смугах 50° північної та південної широти виникає два кругообіги. Вони існують в усіх океанах, крім Північного Льодовитого. У Північній півкулі течії рухаються за годинниковою стрілкою, у Південній — проти.
У Південній півкулі, вздовж берегів Антарктиди, де майже немає суходолу, під впливом постійних вітрів помірних широт та сили обертання Землі утворюється течія Західних вітрів, сама назва якої свідчить про причини її утворення.
Розрізняють теплі і холодні течії. Якщо температура води в течії вища від температури навколишніх океанічних вод, вона вважається теплою, нижча — холодною. На картах теплі течії позначають червоними стрілками, холодні — синіми.
Течії в океанах істотно впливають на погоду прибережних частин материків. Холодні — знижують температуру і кількість дощів, теплі — підвищують температуру і кількість опадів.
У судноплавстві важливо враховувати силу і напрям течій. У минулому їх використовували для «пляшкової пошти».

## Властивості вод Світового океану

### Солоність
Вода Світового океану солона. Це пояснюється тим, що за мільйони років річки земної кулі виносили з суходолу в Світовий океан величезні маси розчинених у них речовин, у тому числі й солей. Завдяки кругообігу води в природі, вода з Океану випаровувалася, а розчинені в ній речовини випадали в осад і накопичувалися. Вода в Океані ставала дедалі солонішою. Цей процес тривав протягом мільйонів років і продовжується дотепер.
Кількість грамів речовин, розчинених в одному літрі води, називають солоністю води. Одиницею вимірювання солоності води є проміле (‰).
Якщо солоність води менша одного проміле, то воду називають прісною. Це переважно води суходолу. Солоність вод у морях і океанах становить у середньому 35 ‰ (35 г солі на 1 літр води).
Солоність води в різних частинах Світового океану неоднакова. Біля берегів, де в Океан впадають річки або стікають води танучих льодовиків та снігів, — солоність менша (32 ‰). Одною з малосолоних частин Світового океану є Азовське море (12—14 ‰), що омиває береги України, а найсолонішим — Червоне море (42 ‰), яке омиває береги Африки і Азії.

### Температура
Температура води в Світовому океані змінюється від екватора до полюсів і від поверхні в глибину. Найвища вона у верхніх шарах біля екватора (+27…+28 °С). З просуванням на північ і на південь від нього температура постійно знижується. Найменші її значення спостерігаються біля полюсів — близько −2 °С. Тому більша частина навколополюсних ділянок Світового океану протягом усього року вкрита кригою і льодом.
Трапляються ділянки водної поверхні, де температура вища або нижча навколишніх вод. Це пов'язано з течіями в Океані.
Температура поверхневого шару води в Океані змінюється протягом доби і відповідно до пори року.
Неоднакова температура у верхніх шарах води біля узбережжя та в центральних частинах океанів. Влітку, дуже нагріваючись, великі ділянки суходолу віддають частину тепла прибережним водам. Взимку материки і великі острови охолоджуються й охолоджують воду. Отже, у центральних частинах океанів температура поверхневого шару води влітку нижча, а взимку вища, ніж біля узбережжя.
З глибиною температура різко знижується лише перші 700 м. Далі вона змінюється значно повільніше — у середньому на 2 °С на кожний кілометр, тому що сонячні промені не впливають на глибинні шари води. На глибині понад 4 000 м вся вода має однакову температуру — 0 °С.
У 1960 році батискаф «Трієст» опустився на дно Маріанської западини. Температура води на її дні виявилася +2 °С. Нагрівання придонного шару пояснюється тим, що речовина мантії, нагріваючи земну кору, передає своє тепло водам Океану. А по тріщинах земної кори піднімаються гарячі води з температурою до 400 °С.

## Океан втрачає дефіцитний азот
Океан втрачає дефіцитний азот, який із нітритів і нітратів перетворюється на молекулярну форму і йде в атмосферу. Відбувається це за рахунок двох процесів. Один із них — денітрифікація — давно відомий, а інший — анаеробне окислення амонію — відкритий зовсім недавно. Уважний аналіз взаємозв'язку цих реакцій показав, що в масштабі всього океану співвідношення денітрифікації та анаеробного окислення амонію дорівнює приблизно 70:30.

## Зникнення океану
Вчені визначили, що через поступове збільшення яскравості Сонця на Землі буде відбуватись зміна клімату та підвищення температури. Це явище призведе до інтенсивного випаровування океанів, які повністю зникнуть через 1,1 млрд років. Деяка вода зможе певний час зберігатись на полюсах, однак решта планети через зміну клімату буде схожа на сухі пустелі з солончаками, подібно до пустелі Атакама в Чилі.